# 紫瓶子草
紫瓶子草（學名：Sarracenia purpurea），又称北方瓶子草，为瓶子草屬食蟲植物。其种加词“purpurea”来源于拉丁文“purpureus”，意为“紫色”，指该物种叶片与花朵的典型颜色。
紫瓶子草遍佈美國東海岸、大湖區和加拿大東南部，是最为常見且廣泛分布的瓶子草屬植物。它也是唯一可生存於冷溫帶的瓶子草屬植物。紫瓶子草同時也是加拿大紐芬蘭-拉布拉多省的省花。

## 植物学史

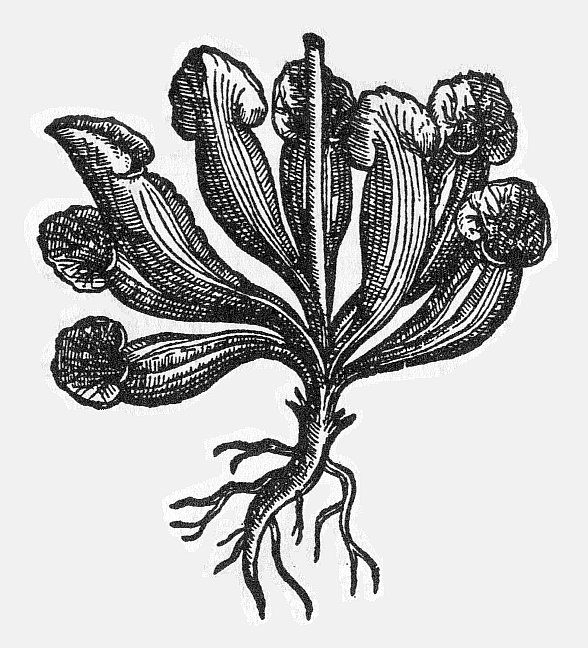
已知最古老的一幅紫瓶子草插圖，出自卡罗勒斯·克鲁修斯1601年的著作《珍稀植物历史》（Rariorum plantarum historia）

卡罗勒斯·克鲁修斯（Carolus Clusius）根据局部的干燥标本，发表了第一份关于瓶子草的描述。其描述的物种当时被命名为“Limonium peregrinum”，即现在的紫色紫瓶子草（S. purpurea subsp. purpurea）。该标本的来源已无法考证，因为很少有记录到当时曾有探险家到达该亚种的分布地采集标本。马丁·奇克和马尔科姆·扬（Malcolm Young）认为该标本可能来源于1534年至1541年雅克·卡蒂埃对现在魁北克地区的探险。
雅克·卡蒂埃对这份没有花序的标本充满兴趣，并进行了长达60年的研究，但是他并没有将其进行正确的分类，而是将其归入了与瓶子草毫无关联的补血草属（Limonium）下。

## 形态特征
紫瓶子草各种下类群的捕虫瓶之间存在较大差别。

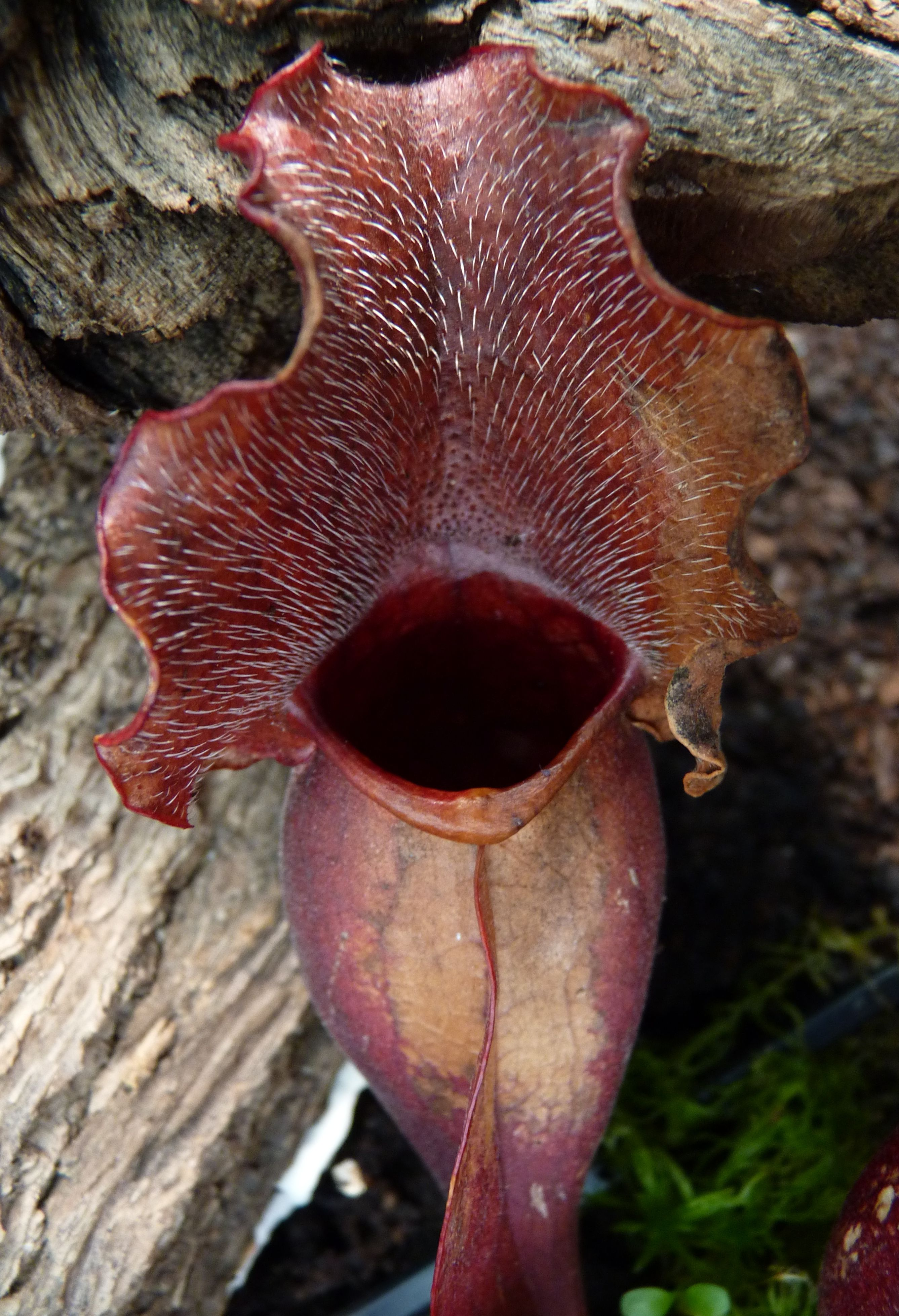
紫瓶子草的捕虫瓶，示瓶盖内表面的下向毛

紫瓶子草两亚种的花结构基本相同，仅网纹紫瓶子草的花朵较大。花朵直径通常为3至5厘米。花茎长20至40厘米。花瓣短，圆形，长2至3厘米，紫红色。萼片尖，紫色。雌蕊伞状，通常为红绿色。

### 紫色紫瓶子草
紫色紫瓶子草的捕虫瓶长10至15厘米，瓶口处宽2至4厘米。捕虫瓶基部及中部呈漏斗形，靠近瓶口处略微收缩，使捕虫瓶略显膨胀状。瓶盖直立，略呈半圆形，两侧向内卷曲，使之略呈圆锥状。瓶盖外缘呈波浪状，内表面具长约2至5毫米的下向毛。翼宽2至12毫米，靠近瓶口处较窄，基部及中部较宽。其叶片内表面及外表面都具蜡质角质层，所以其叶片会显得非常的光泽。紫色紫瓶子草的叶片刚硬，支持性强，即是捕虫瓶内充满液体也不会倒伏。叶片基部与地下茎的衔接处呈新月形。紫色紫瓶子草的捕虫瓶呈紧凑的莲座状排列，每轮5至20片叶。单株经过多年生长后可形成高120厘米，多达150个芽点的丛株。紫色紫瓶子草不同变型之间叶片的颜色也不尽相同，但主要以红色为主。瓶盖和翼通常为黄绿色，且具红色的网纹。

#### 紫色紫瓶子草异叶变型
紫色紫瓶子草异叶变型（S. purpurea subsp. purpurea f. heterophylla）的叶片与花朵完全为黄绿色。除此以外，其余特征完全与紫色紫瓶子草相同。

### 网纹紫瓶子草
网纹紫瓶子草的捕虫瓶长10至25厘米，宽3至6厘米。捕虫瓶基部呈漏斗形，靠近瓶口处略微收缩，使捕虫瓶略显膨胀状。瓶盖大，部分植株呈波浪状。内表面具下向毛。翼宽2至16毫米，靠近瓶口处较窄，基部及中部较宽。捕虫瓶外表面具长0.2至1毫米的绒毛。其捕虫瓶刚性不如紫色紫瓶子草，匍匐于地表，无法直立。紫色紫瓶子草的捕虫瓶呈紧凑的莲座状排列，每棵植株约2至10片叶，野生植株通常为2至6片。网纹紫瓶子草不会形成大型的丛状植株，仅单株或小群生长。在网纹紫瓶子草生长于遮荫0至20%的地区时，其捕虫瓶通常为紫红色，并具有暗红色的网纹，特别是在瓶盖的内表面。在遮荫达20%至45%时，其叶片偏黄，但也具紫色网纹。叶片的长度及翼宽度会有所增加。

#### 网纹紫瓶子草伯克变种
原本被視為紫瓶子草變種的網紋紫瓶子草伯克變種（S. purpurea subsp. venosa var. burkii）已於1999年獨立為薔薇瓶子草（S. rosea）。自獨立以來，食蟲植物愛好者就對這個分類修訂爭論不休，但之後的形態學證據已證實這個處理是正確的。

#### 网纹紫瓶子草山地变种
网纹紫瓶子草山地变种（S. purpurea subsp. venosa var. montana） 与网纹紫瓶子草的区别在于其瓶盖卷曲为锥形。

## 分布范围

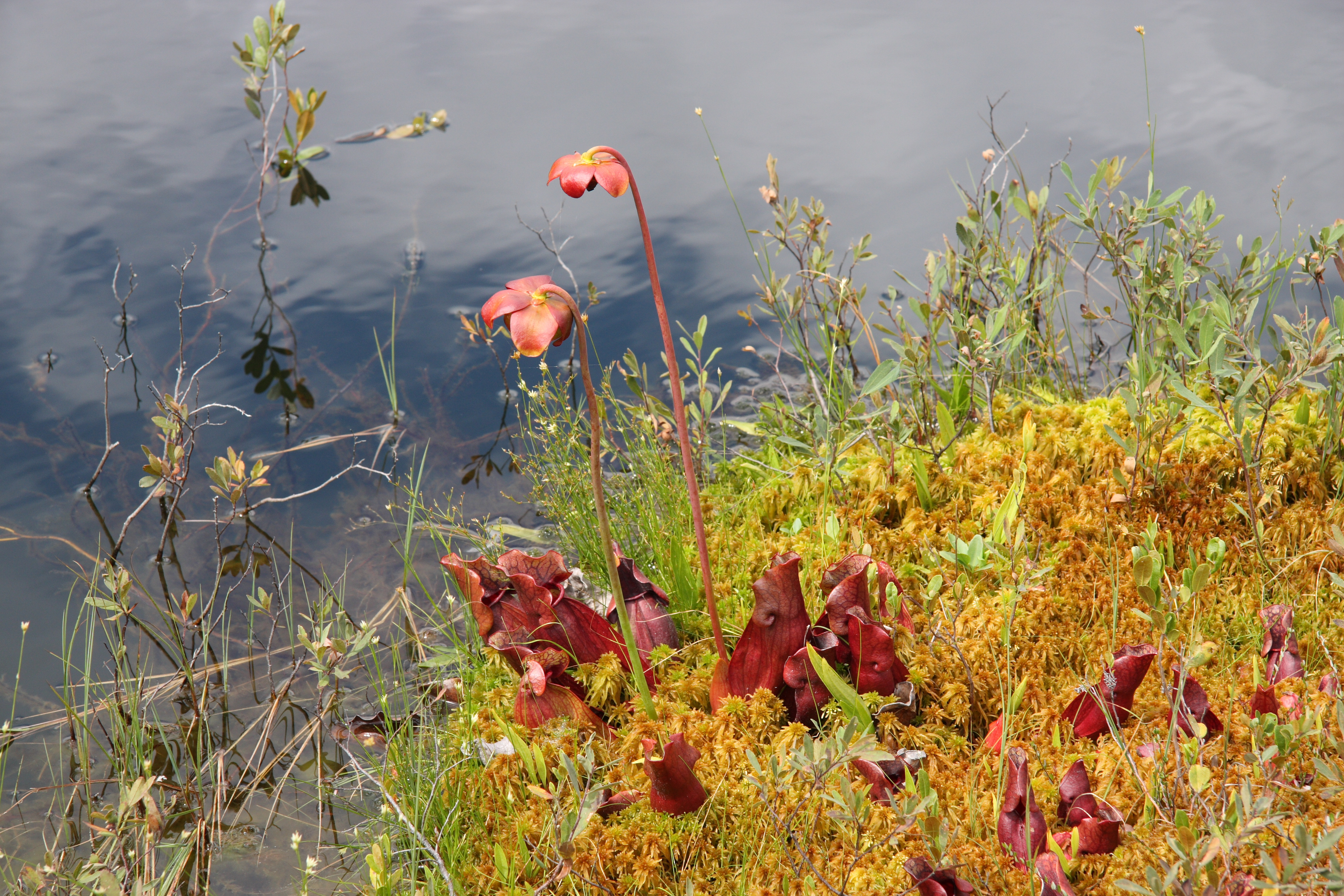
原生地内的紫瓶子草

紫瓶子草分布于加拿大与美国。紫瓶子草在加拿大的分布范围从不列颠哥伦比亚省东北部开始，至艾伯塔省、萨斯喀彻温省、马尼托巴省、安大略及紐芬蘭與拉布拉多省南部（包括纽芬兰岛与拉布拉多半岛南部）及其所有沿岸。在美国北部的分布范围包括新英格蘭全部、五大湖附近各州的全部或大部及爱荷华州，西弗吉尼亚州、马里兰州、新泽西州和特拉华州的部分。而在美国南部，其分布范围显著缩小，大部分分布于大西洋沿岸及墨西哥湾东部沿岸，少量分布于北卡罗来纳州西部阿巴拉契亚山脉的高海拔地区及其附近。

## 食虫性

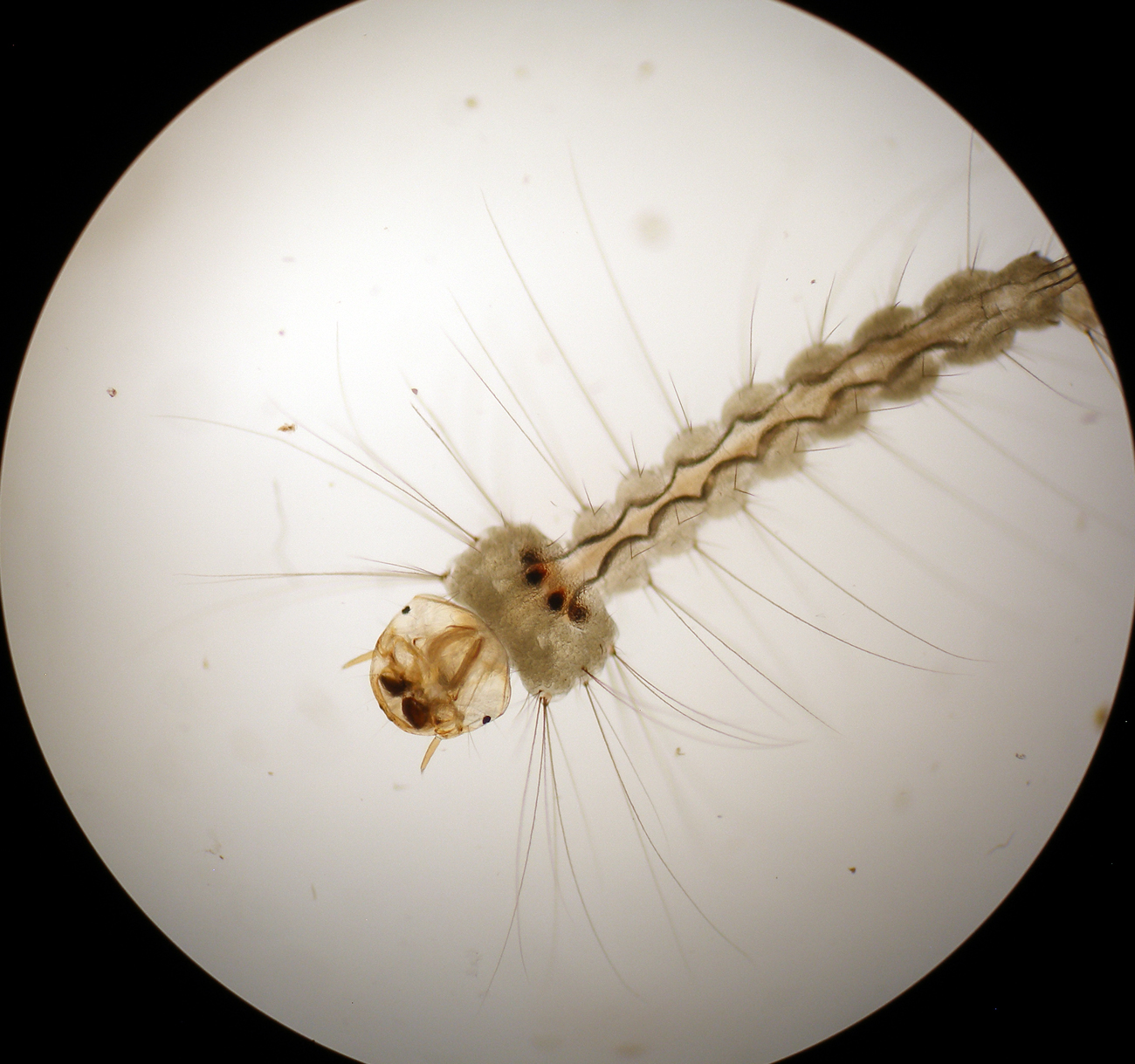
与紫瓶子草共生的史密斯瓶子草蚊

紫瓶子草與其他瓶子草屬物种一樣，會通過捕獲獵物來獲取養分。但其在野外的捕獲效率是非常低下的，在所有到訪捕蟲瓶的昆蟲中只有不到1%的獵物會掉進瓶子裡。即使如此，栽培者卻常觀察到，在溫暖的夏季，捕蟲瓶很快就能捕獲許多獵物。蒼蠅、蚊子、螞蟻、蜘蛛、甚至於蛾類等獵物落入瓶中，會被瓶底累積的雨水淹死。接著捕蟲瓶內的無脊椎動物群落將把這些獵物遺骸分解。紫瓶子草內的群集主要由史密斯瓶子草蚊（Wyeomyia smithii）和一種中足摇蚊（Metriocnemus knabi）組成。它們與紫瓶子草之間存在著共生關係。
此外，原生生物、輪蟲及細菌，形成了底層的食物網，將獵物殘骸破碎、無機化，變成植物能吸收的養分。紫瓶子草新生葉片可產生消化酶，如水解酶及蛋白酶，少數葉片在成熟後的第二年仍能產酶。捕蟲瓶內細菌群落的活動僅為紫瓶子草消化獵物遺骸的輔助方式。

## 種下類群

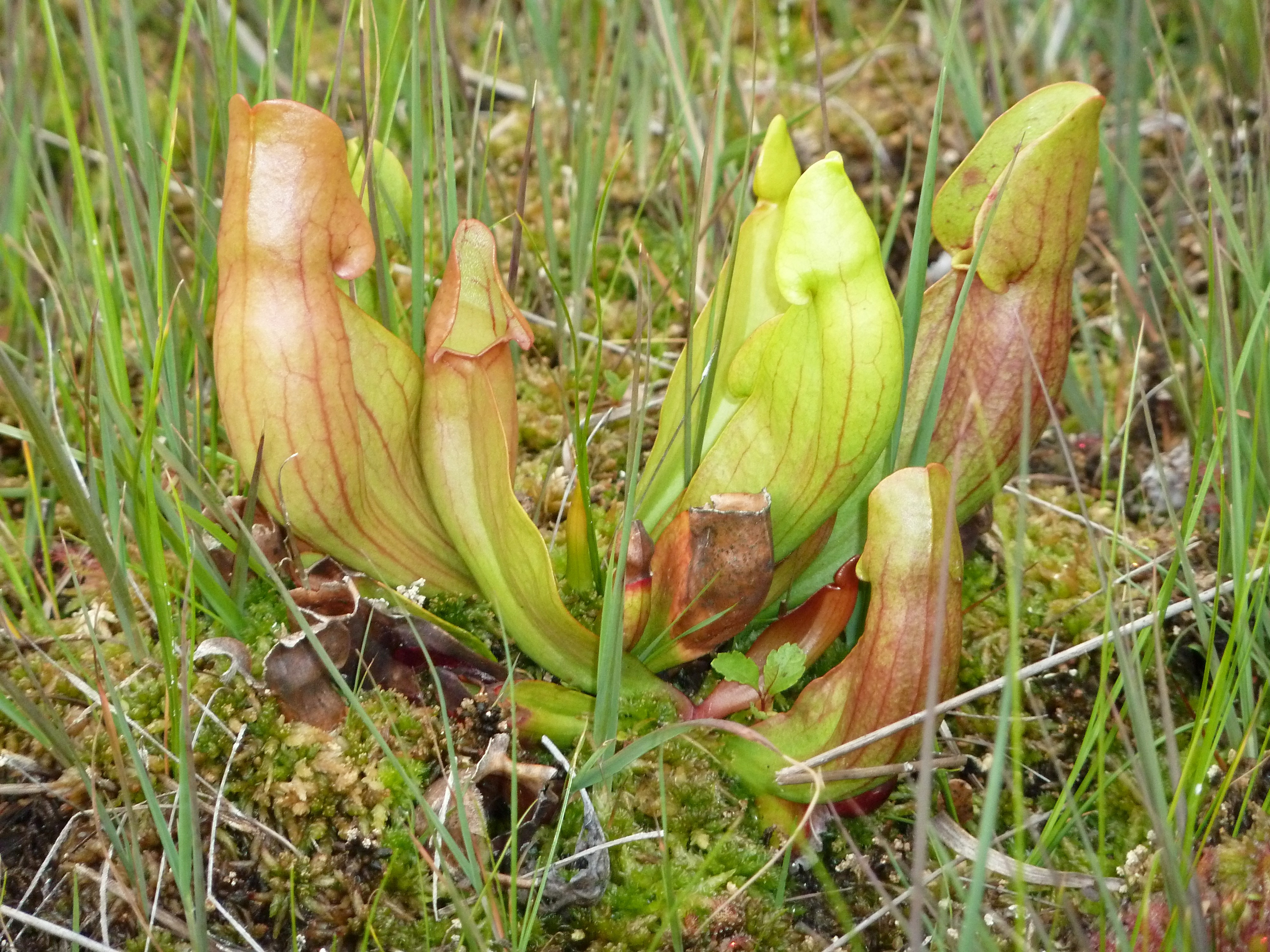
紫色紫瓶子草，其捕虫瓶外表面富有光泽

紫瓶子草是瓶子草属物种中被研究的最为深入的，其有效的种下类群都已被描述与命名。紫瓶子草可分為兩個亞種──紫色紫瓶子草（S. purpurea subsp. purpurea）和網紋紫瓶子草（S. purpurea subsp. venosa）。
以下為目前普遍接受的紫瓶子草分類系統：

| 紫色紫瓶子草 | \| \| 紫色紫瓶子草異葉變型 \| \| \| \| \| \| 紫色紫瓶子草岩生變型（S. purpurea subsp. purpurea f. ruplicola） \| \| \| \| |
|              | \| \| 紫色紫瓶子草異葉變型 \| \| \| \| \| \| 紫色紫瓶子草岩生變型（S. purpurea subsp. purpurea f. ruplicola） \| \| \| \| |
|              | 紫色紫瓶子草異葉變型 |
|              | |
|              | 紫色紫瓶子草岩生變型（S. purpurea subsp. purpurea f. ruplicola）                                                          |
|              | |

|  | 紫色紫瓶子草異葉變型                                             |
|  |                                                                  |
|  | 紫色紫瓶子草岩生變型（S. purpurea subsp. purpurea f. ruplicola） |
|  |                                                                  |

| 網紋紫瓶子草伯克變種（=蔷薇瓶子草） | \| \| 網紋紫瓶子草伯克變種黃色變型[13] \| \| \| \| |
|                                     | \| \| 網紋紫瓶子草伯克變種黃色變型[13] \| \| \| \| |
|                                     | 網紋紫瓶子草山地變種                               |
|                                     |                                                    |
|                                     | 網紋紫瓶子草伯克變種黃色變型                       |
|                                     |                                                    |

|  | 網紋紫瓶子草伯克變種黃色變型 |
|  |                              |

| 網紋紫瓶子草伯克變種（=蔷薇瓶子草） | \| \| 網紋紫瓶子草伯克變種黃色變型[13] \| \| \| \| |
|                                     | \| \| 網紋紫瓶子草伯克變種黃色變型[13] \| \| \| \| |
|                                     | 網紋紫瓶子草山地變種                               |
|                                     |                                                    |
|                                     | 網紋紫瓶子草伯克變種黃色變型                       |
|                                     |                                                    |

|  | 網紋紫瓶子草伯克變種黃色變型 |
|  |                              |

| 紫色紫瓶子草 | \| \| 紫色紫瓶子草異葉變型 \| \| \| \| \| \| 紫色紫瓶子草岩生變型（S. purpurea subsp. purpurea f. ruplicola） \| \| \| \| |
|              | \| \| 紫色紫瓶子草異葉變型 \| \| \| \| \| \| 紫色紫瓶子草岩生變型（S. purpurea subsp. purpurea f. ruplicola） \| \| \| \| |
|              | 紫色紫瓶子草異葉變型 |
|              | |
|              | 紫色紫瓶子草岩生變型（S. purpurea subsp. purpurea f. ruplicola）                                                          |
|              | |

|  | 紫色紫瓶子草異葉變型                                             |
|  |                                                                  |
|  | 紫色紫瓶子草岩生變型（S. purpurea subsp. purpurea f. ruplicola） |
|  |                                                                  |

| 網紋紫瓶子草伯克變種（=蔷薇瓶子草） | \| \| 網紋紫瓶子草伯克變種黃色變型[13] \| \| \| \| |
|                                     | \| \| 網紋紫瓶子草伯克變種黃色變型[13] \| \| \| \| |
|                                     | 網紋紫瓶子草山地變種                               |
|                                     |                                                    |
|                                     | 網紋紫瓶子草伯克變種黃色變型                       |
|                                     |                                                    |

|  | 網紋紫瓶子草伯克變種黃色變型 |
|  |                              |

| 網紋紫瓶子草伯克變種（=蔷薇瓶子草） | \| \| 網紋紫瓶子草伯克變種黃色變型[13] \| \| \| \| |
|                                     | \| \| 網紋紫瓶子草伯克變種黃色變型[13] \| \| \| \| |
|                                     | 網紋紫瓶子草山地變種                               |
|                                     |                                                    |
|                                     | 網紋紫瓶子草伯克變種黃色變型                       |
|                                     |                                                    |

|  | 網紋紫瓶子草伯克變種黃色變型 |
|  |                              |

### 紫色紫瓶子草
紫色紫瓶子草为北方亚种，其分布范围包括整个加拿大地区，及美国南部至大西洋中部沿岸北部地区。紫色紫瓶子草已适应高纬度地区寒冷的冬季，至少可耐受-25℃的气温。

#### 紫色紫瓶子草异叶变型
紫色紫瓶子草异叶变型在部分地区为种群主体。其为黄绿色是因为缺乏控制红色色素基因造成的，该基因为隐性基因。所以若将紫色紫瓶子草异叶变型与紫色紫瓶子草原变型杂交，那么其子一代将全部具红色特征。

### 网纹紫瓶子草
网纹紫瓶子草为南方亚种，其分布范围为弗吉尼亚州以南。同时，这两个亚种同域分布于新泽西州和特拉华州。网纹紫瓶子草相对紫色紫瓶子草不太耐寒，但至少也能耐受-10℃的气温。

#### 网纹紫瓶子草山地变种
网纹紫瓶子草山地变种分布于位于佐治亚州、北卡罗来纳州、南卡罗来纳州和田纳西州的阿巴拉契亚山脉南部高地。其大部分原生地已被摧毁，该变种在野外已高度濒危。

## 种植方法
紫瓶子草对光照的适应性较强，可在0至50%的遮荫条件下正常生长，但当遮荫度为20%至40%时，其植株大多呈绿色。

## 外部連結
- 食虫植物照片搜寻引擎中紫瓶子草的照片 （页面存档备份，存于）
- 食虫植物照片搜寻引擎中紫色紫瓶子草异叶变型的照片 （页面存档备份，存于）
- 食虫植物照片搜寻引擎中网纹紫瓶子草的照片 （页面存档备份，存于）
- 食虫植物照片搜寻引擎中网纹紫瓶子草山地变种的照片 （页面存档备份，存于）

 维基共享资源上的相關多媒體資源：紫瓶子草
 維基物種上的相關：紫瓶子草